# Minnie Mouse
Minnie Mouse é uma personagem do mundo fictício de Disney. Pertence ao universo do Mickey, seu namorado. Criada em 1928 por Walt Disney, apareceu pela primeira vez junto com Mickey na animação Steamboat Willie, em 18 de novembro daquele ano. Assim como seu namorado Mickey Mouse, e seu amigo Pato Donald, Minnie tem uma estrela na Hollywood Walk of Fame.
Esteve com Mickey desde o começo. E ela ama e faz tudo pelo seu namorado Mickey. No primeiro desenho animado do camundongo famoso, Steamboat Willie, depois de Bafo de Onça discute com Mickey na ponte sobre o barco fluvial de que era empregado, avista-se Minnie no cais, quase perdendo o barco pelo qual esperava. Mickey consegue "pescar" Minnie com um gancho e trazê-la para bordo. Depois, no deque, eles saltitam com a carga de animais de granja, usando-os como instrumentos musicais e com os quais improvisam a canção "Turkey in the Straw".
Minnie é também melhor amiga de Clarabela e Margarida.
Também é amiga de Pato Donald, Pluto e Pateta.

Minnie Mouse também aparece como personagem regular no programa de televisão House of Mouse (O Point do Mickey). Apareceu em diversos desenhos animados desde 1928.

## Primeira aparição
Sua primeira história em quadrinho foi "Lost on a Desert Island", publicada em Janeiro de 1930, nos EUA. No Brasil esta história foi publicada na revista "Cinqüentenário Disney 1", de 1973, com o título "Mickey Contra os Canibais".
A primeira história criada no Brasil foi "Um Homem Prevenido...", publicada em "O Pato Donald" 1076, de 1972.

## Dublagem
Sua última dubladora nos Estados Unidos, de 1986 até 2019, foi Russi Taylor.